# Mediatory stanu zapalnego
Mediatory stanu zapalnego – związki chemiczne uwalniane przez komórki tkanki łącznej jako reakcja na zapalenie. 

## Opis
Komórki, które nie tylko przeciwdziałają czynnikom wywołującym zapalenie (np. poprzez fagocytozę) uwalniają wiele związków zwanych mediatorami zapalenia. Mediatory wywołują 4 klasyczne objawy odpowiedzi nieswoistej (zapalenia): zaczerwienienie (color), obrzmienie (tumor), podwyższenie temperatury (calor), ból (dolor). Za objawy te odpowiadają przede wszystkim eikosanoidy, tj. prostaglandyny, leukotrieny i lipoksyny. W stanie zapalnym komórki syntetyzują białka - enzymy: cyklooksygenazę COX2 oraz lipoksygenazy katalizujące powstawanie prostaglandyn, leukotrienów i lipoksyn. Eikosanoidy działają synergicznie z innymi mediatorami zapalenia - bradykininą i histaminą, prowadząc do rozszerzenia naczyń krwionośnych i zwiększenia ich przepuszczalności. Powoduje to zaczerwienienie i obrzęk miejsca, w którym toczy się zapalenie (dwa klasyczne objawy stanu zapalnego). Prostaglandyny PGI² i PGE² wytwarzane w mózgu pod wpływem cytokiny zapalnej - IL 1β wiążą się z receptorami na powierzchni neuronów wywołując uczucie bólu (jeden z klasycznych objawów zapalenia). Z kolei prostaglandyna PGE² wiąże się z receptorami narządu naczyniowego blaszki krańcowej w polu przedwzrokowym podwzgórza, doprowadzając do podwyższenia temperatury (czwarty z klasycznych objawów zapalenia). Ponadto w powstawaniu zapalenia biorą udział tzw. białka dopełniacza, czynnik aktywujący płytki krwi i wiele innych. 
Zapalenie w odniesieniu do całego organizmu jest pożądanym procesem, ponieważ prowadzi do izolacji miejsca zapalenia, mobilizuje liczne komórki i cząsteczki do gromadzenia się w miejscu zapalenia i w ten sposób prowadzi do gojenia uszkodzeń w obrębie tkanki. 
Inhibitory syntez prostaglandyn nazywane niesteroidowymi lekami przeciwzapalnymi - kwas acetylosalicylowy (aspiryna), indometacyna, czy ibuprofen znoszą klasyczne objawy zapalenia.